# سهام داوود
سهام داوود شاعرة وصحافية ومترجمة فلسطينية. ولدت عام 1935 في مدينة الرملة لأب مسيحي من أصل مصري وأم فلسطينية. عملت محررة لمجلة مشارف الثقافية وشاركت بتأسيسها مع إميل حبيبي عام 1995م. أدارت إرث إميل حبيبي الأدبي والسياسي بعد وفاته في عام 1996م.

## حياتها المهنية
بعد إنهائها للمرحلة الثانوية، عملت مراسلة ومحررة في الصحافة العربية بين الأعوام 1973 و1989 م. شغلت منصب منسقة تحرير صحيفة الاتحاد الذي رأس تحريرها إميل حبيبي، وساهمت في جعل الصحيفة الأسبوعية صحيفةً يومية.
شاركت بتأسيس «لجنة المبدعين الإسرائيليين والفلسطينيين ضد الاحتلال ومن أجل السلام وحرية الإبداع» في عام 1985م، وهي ملتقى جمع بين منتجين ثقافيين ومبدعين فلسطينيين، من داخل الخط الأخضر ومن الضفة الغربية، إسرائيليين، من بينهم: داليا رافيكوفيتز، ناثان زاك، نسيم كالديرون، يورام كينيون وغيرهم الكثير. واستمرت أنشطة الملتقى حتى وفاة إميل حبيبي في 6 أيار لعام 1996م، والذي كان قد شغل منصب الرئيس الشريك للمشروع.[بحاجة لمصدر]
في عام 1989، شاركت بتأسيس دار النشر عربسك بالشراكة مع إميل حبيبي، وهي دار النشر التي أصدرت مجلة مشارف.
في الفترة ما بين 1 مايو و 3 مايو 1996، دعت سهام صديقها الشاعر محمود درويش في أول زيارة سرية له إلى وطنه بعد نفي دام مدة 26 عامًا، للمشاركة بفيلم للمخرجة داليا كاربيل بعنوان «بقيتُ في حيفا» والذي يتناول حياة إميل حبيبي الذي وافته المنية قبل ساعات عدة من وصول محمود درويش إلى داخل الحدود الإسرائيلية، وعلى أثر ذلك لم يتم اللقاء بين محمود درويش وإميل حبيبي.
عادت سهام داوود للعمل في هيئة تحرير صحيفة الاتحاد بين الأعوام 1998-2001.

## إنجازاتها
حازت على جائزة بيرلسون من جامعة بن غوريون عام 1997 نظرًا لمساهمة سهام داوود الثقافية في فهم الشعبين الفلسطيني والإسرائيلي في الحقل الثقافي.
بدأت وشاركت بتحرير وتأليف مشترك بينها وبين ايري سيلا بين الأعوام 2000-2006 من مجموعة الشعر العربية العبرية الفرعية في مجلة «هيليكون» والتي كان من بين خريجيها أفضل الشعراء الشباب والذين هم من كتاب العبرية والعربية اليوم.
في عام 2001 بدأت بتحرير وإنشاء مسار النشاطات لذكرى إميل حبيبي بالتعاون مع مركز بيت الكرمة الثقافي، وقد كرمت الفكرة من خلال جائزة الروتاري العالمية.

## من مؤلفاتها
هكذا أغني، منشورات صلاح الدين، القدس
مجموعة شعرية بعنوان العشق بالبحر الأبيض
كما انها ترجمت العديد من القصائد من العبرية إلى العربية.